# Río Guadalquivir (película de 1957)
Río Guadalquivir (Dimentica il mio passato) es una coproducción hispano-italiana de drama estrenada en 1957, codirigida por Eduardo Manzanos Brochero y Primo Zeglio y protagonizada en los papeles principales por María Luz Galicia y Ettore Manni.

## Sinopsis
Una joven de humilde condición se ve cegada y seducida por el afán de riquezas y lujos, arrastrándose a una vida poco ejemplar, de la que al fin es redimida por un amor verdadero.

## Reparto
- María Luz Galicia como Consuelo
- Ettore Manni como	Juan
- Massimo Girotti como 	Carlos
- Jesús Tordesillas
- Marco Guglielmi
- Donatella Marrosu
- Ángel Álvarez
- Fernando Delgado
- Mercedes Cora
- Santiago Rivero
- Miguel Pastor
- Rufino Inglés
- Valentina Cortese